# Il cavaliere sconfitto
Il cavaliere sconfitto (Knights Must Fall) è un film del 1949 diretto da Friz Freleng. È un cortometraggio animato della serie Merrie Melodies, prodotto dalla Warner Bros. e uscito negli Stati Uniti il 16 luglio 1949. Il protagonista del cartone animato è Bugs Bunny. Il titolo originale del cartone è ispirato al film Notturno tragico (Night Must Fall) del 1937.